# Raúl Agudelo Medina
Raúl Agudelo Medina alias "Olivo Saldaña" es un exguerrillero colombiano, miembro de las Fuerzas Armadas Revolucionarias de Colombia - Ejército del Pueblo (FARC-EP). En 2009, fue designado por el Gobierno de Álvaro Uribe como gestor de paz. 
Es conocido principalmente por haber organizado la falsa desmovilización del "bloque Cacica La Gaitana". También ha sido criticado por dar numerosos testimonios falsos.

## Biografía
Raúl Agudelo Medina nació en Ibagué el 10 de enero de 1971. Su familia vivía en una zona de fuerte presencia guerrillera, y sus dos hermanos mayores eran miembros de las FARC. Agudelo se inició en las Juventudes Comunistas, (JUCO) en 1984 y en el corregimiento de Santiago Pérez, municipio de Ataco, en el departamento del Tolima. Luego entró a formar parte de la estructura urbana del "frente Tulio Varón" y la "compañía Manuelita Sáenz" del Frente 21 de las FARC, que mantenía operaciones en los departamentos de Tolima, Huila y Quindío. Agudelo llegó a ser el jefe de la "milicia urbana Norma Patricia Galeano", un frente de las Farc creado en 1995, y que cometió extorsiones a comerciantes, industriales y ganaderos de la región. Estas ganancias fueron motivo de disputa entre los jefes, mientras que en secreto ‘Saldaña’ se quedaba aproximadamente con el 10 por ciento del dinero que obtenía.
Entre las acciones que llevó a cabo en la guerrilla figuran, el homicidio del coronel en retiro del Ejército Nacional Gabriel Sánchez Díaz, el 24 de mayo de 2002. Agudelo Medina manifestó que el asesinato del militar se ordenó siguiendo lineamientos y directrices de Alfonso Cano.. Agudelo también asesino a los coroneles en retiro Hipólito Morillo Álvarez, el 15 de marzo de 2003, y el de Gustavo Alfonso Caldas, el 27 de diciembre de 2003. Entre sus víctimas también figura el mexicano Enrique Everardo Castro, que trabajaba para una multinacional petrolera cuando fue secuestrado y asesinado.

### Captura y "Manos por la Paz"
En diciembre de 2003, con un capital que rondaba los 10 mil millones de pesos más otras inversiones en finca raíz, ‘Saldaña’ escapó de la guerrilla y se llevó todo el dinero.
Fue capturado en agosto de 2004 por parte del Ejército. Según algunas versiones, se entregó a las autoridades para escapar de las FARC, que lo buscaban por traición. Tiempo después, Agudelo fue postulado por el gobierno del presidente Uribe el 10 de marzo de 2006 tras entregar una propiedad que tenía en Planadas (Tolima), avaluada en cerca de COP$30 millones de pesos, lo cual se destinó a la reparación a las víctimas. Agudelo se convirtió en el primer guerrillero imputado en Justicia y Paz.
Fue en marzo de 2006 que ‘Olivo Saldaña’ saltó al panorama nacional cuando lideró la falsa desmovilización de casi 70 guerrilleros del bloque Cacica La Gaitana, en el que se entregaron cerca de 60 armas y un avión Aero Commander 684. Sin embargo, algunos medios de comunicación revelaron inconsistencias en esta desmovilización. Señalaron que ‘Saldaña’ estaba preso desde 2004 y que el avión antes había pasado por manos del SENA y de la DIAN.
Agudelo forma parte de guerrilleros que se declararon en rebeldía ante la estrategia de las FARC de obligar a un "intercambio humanitario" que plantea el canje de secuestrados en manos de las FARC por guerrilleros presos. Los sublevados organizaron en un movimiento, al que llamaron "Manos por la Paz" y renunciaron a la militancia política y armada de las FARC, autorizaron a Luduine Zumpolle, una holandesa exdirectora de la ONG Pax Christi.
Raúl Agudelo Medina se acogió a Justicia y Paz y en febrero de 2009 el gobierno de Álvaro Uribe lo designó gestor de paz. La medida fue hecha oficial por el ministro del Interior y de Justicia colombiano, Fabio Valencia Cossio. Según el ministro Fabio Valencia Cossio Agudelo y la exguerrillera Elda Neyis Mosquera anunciaron "formalmente su voluntad de paz y de contribuir a la aplicación efectiva del derecho internacional humanitario, así como su compromiso de renunciar a toda actividad ilegal". Ambos exguerrilleros tendrán la supervisión permanente del Inpec y no se les suspenderán los procesos penales.
‘Saldaña’ tuvo el privilegio de salir ocasionalmente de prisión y viajar por el país, encargado de promover la desmovilización, el acuerdo humanitario y los derechos humanos, además de una campaña de desprestigio contra las Farc. Durante este tiempo, el exguerrillero también fue uno de los principales testigos en los procesos por ‘farcpolítica’ y testificó contra figuras de izquierdas como Jorge Enrique Robledo, Gloria Inés Ramírez, Wilson Borja y Piedad Córdoba. Sin embargo, estos cargos fueron retirados por falta de evidencia.
En febrero de 2011 el gobierno de Juan Manuel Santos le quitó el aval de gestor de paz luego de que la Fiscalía señalara que ‘Saldaña’ había contratado a personas para que se hicieran pasar por guerrilleros del bloque Cacica La Gaitana, y que entre los falsos desmovilizados estaba además el narcotraficante Hugo Alberto Rojas Yepes, quien al parecer pagó 2.000 millones de pesos para pasar como desmovilizado y acogerse a Justicia y Paz.Sin embargo, en septiembre de 2011 el Tribunal Superior de Bogotá negó esta solicitud